# Gottfried
Gottfried [gotfríd] je mužské křestní jméno germánského původu. Vzniklo z germánského jména Godafrid spojením slov God (Bůh) a frid (mír), vykládá se tedy jako Boží mír. Česká verze tohoto jména je Bohumír.
Svatý Gottfried z Cappebergu byl německý světec, který žil na přelomu 11. a 12. století.

## Počet nositelů a popularita
K roku 2014 žilo na světě přibližně 83 811 nositelů jména Gottfried, z toho nejvíce v německy mluvících zemích, jako jsou Německo, Rakousko a Švýcarsko. Ve větší míře se jméno rovněž vyskytuje v Itálii.
V Česku jde o velmi vzácné jméno, nebylo tomu tak ale vždy. K roku 2016 zde žilo 9 nositelů, až na rok 1943, kdy se narodili dva nositelé, se nikdy jméno nevyskytlo více než jednou za rok. Nejmladší nositelé se narodili v letech 1995 a 1996.

## Významné osobnosti

### Křestní jméno
- Gottfried Benn – německý lékař a básník
- Gottfried Böhm – německý architekt
- Gottfried von Cramm – německý tenista
- Gottfried Feder – německý ekonom
- Gottfried Keller – švýcarský prozaik a lyrický básník
- Gottfried Wilhelm Leibniz – německý filozof
- Gottfried Heinrich Pappenheim – polní maršál ve Svaté říši římské
- Gottfried Semper – německý architekt
- Gottfried Schenker – švýcarský podnikatel
- Gottfried Silbermann – německý varhanář
- Gottfried Toskánský – rakouský arcivévoda
- Gottfried Vollmer – německý herec
- Gottfried Wagner – německý režisér a publicista
- sv. Gottfried (Bohumír) z Cappebergu – hrabě, řeholník

### Příjmení
- Gesche Gottfriedová – německá sériová vražedkyně
- Gilbert Gottfried – americký herec a komik